# 五汛镇
五汛镇，是中华人民共和国江苏省盐城市滨海县下辖的一个乡镇级行政单位。

## 行政区划
五汛镇下辖以下地区：
弘正社区、北坍社区、双龙村、三洼村、坍东村、莫湾村、通济村、团洼村、汛北村、青龙村、前进村、渠南村、四份村、张圩村、推虾村、汇川村、路建村、汛南村、向阳村、泥螺村、汛东村、三顷村、五汛村、五七村、汛西村、范场村、郁庄村、马营村、大众村、四汛村和港浜村。